# Wards bosmuis
Wards bosmuis (Apodemus pallipes) is een knaagdier uit het geslacht bosmuizen (Apodemus) dat voorkomt in de bergen van Centraal-Azië: de Pamir in Tadzjikistan, Zuid-Kirgizië en Noord-Pakistan, de Hindoekoesj in Noord-Afghanistan, en de Himalaya in Noord-Pakistan, Noord-India, Midden-Nepal en mogelijk Zuidwest-Tibet.
De soort is gevonden op 1465 tot 3965 m hoogte, maar komt meestal boven 2440 m voor. Deze soort was eerder bekend als A. wardi Wroughton, 1908, maar A. pallipes is een oudere naam. De naam Mus sublimus Blanford, 1879, is mogelijk nog ouder, maar die is gebaseerd op een jong exemplaar waarvan de schedel verdwenen is en kan niet met zekerheid worden geïdentificeerd als ofwel Wards bosmuis, ofwel de Kasjmirbosmuis (A. rusiges). Deze soort is het nauwst verwant aan de Perzische bosmuis (A. witherbyi) en de kleine bosmuis (A. uralensis), hoewel hij vroeger als een vorm van de gewone bosmuis (A. sylvaticus) werd gezien.
Wards bosmuis is groter dan de kleine bosmuis, maar kleiner dan de andere soorten uit zijn verspreiding, de Kasjmirbosmuis en de Himalayabosmuis (A. gurkha). De rugvacht is geelbruin tot bruingrijs, de onderkant is lichtgrijs of wit. De staart is even lang of langer dan het lichaam. De staartlengte bedraagt hoogstens 117 mm (meestal 100 tot 110 mm), de schedellengte wordt niet groter dan 27 mm.